# Faro di Rio Marina
Il faro di Rio Marina è un faro marittimo dismesso del canale di Piombino che si trovava lungo la banchina esterna del porto di Rio Marina, lungo la costa orientale dell'isola d'Elba.

## Storia
Il faro, inaugurato nel 1914 per l'illuminazione del porto e del tratto costiero di Rio Marina, venne fatto edificare dalla Regia Marina e rimase in funzione fino al 1960, anno in cui vennero effettuati lavori di prolungamento del molo che resero necessaria l'attivazione di un moderno faro alla sua nuova estremità, con la conseguente dismissione del faro monumentale che era divenuto inadeguato a seguito dell'ammodernamento dell'infrastruttura portuale.

## Architettura
La lanterna del faro, oramai rimossa, si trovava sopra una piccola torre in stile neomedievale a sezione esagonale con galleria interna e coronamento sommitale ad archetti tondi su cui poggia una caratteristica merlatura. Il basamento della torre si trova sopra uno scoglio che in passato segnava l'estremità del molo. Le strutture murarie della torre sono rivestite in laterizi, mentre il coronamento e la merlatura della sommità sono intonacati.
Il portone di accesso alla torre è preceduto da una scala che si adatta allo scoglio sottostante.